# يوريكو هوشي
يوريكو هوشي (باليابانية: 星由里子؛ بالكانا: ほし ゆりこ) هي مؤدية صوت ومغنية وممثلة يابانية، ولدت في 6 ديسمبر 1943 في Kajichō, Tokyo ‏ في اليابان، وتوفيت في 16 مايو 2018 في كيوتو في اليابان بسبب سرطان الرئة.

## وصلات خارجية
- يوريكو هوشي على موقع IMDb (الإنجليزية)
- يوريكو هوشي على موقع قاعدة بيانات الفيلم (الإنجليزية)